# Jovençan
Jovençan egy község Olaszországban, Valle d’Aosta régióban.

## Elhelyezkedése

Jovençan község Valle d'Aosta térképén

A vele szomszédos települések: Aymavilles, Gressan és Sarre .

## Gazdaság
Jovençan agrárjellegű település, különös jelentőséggel bír a szőlőtermesztés (petit rouge, gamay  és pinot noir borszőlőket művelnek).